# Angelo Emo (sous-marin, 1919)
Pour les articles homonymes, voir Angelo Emo (sous-marin).
Le Angelo Emo est un sous-marin, de la classe Pietro Micca, en service dans la Regia Marina après la fin de la Première Guerre mondiale.
Le navire a été nommé en l'honneur de Angelo Emo (1731-1792), un amiral vénitien, surtout connu pour être le dernier amiral de la République de Venise à mener la marine vénitienne au combat.

## Caractéristiques
La classe Pietro Micca déplaçaient 862 tonnes en surface et 1 244 tonnes en immersion. Les sous-marins mesuraient 63,2 mètres de long, avaient une largeur de 6,2 mètres et un tirant d'eau de 4,26 mètres. Ils avaient une profondeur de plongée opérationnelle de 50 mètres. Leur équipage comptait 40 officiers et soldats.
Pour la navigation de surface, les sous-marins étaient propulsés par deux moteurs diesel FIAT ou Tosi de 2 600 chevaux-vapeur (cv) (1 910 kW), chacun entraînant un arbre d'hélice. En immersion, chaque hélice était entraînée par un moteur électrique de 650 chevaux-vapeur (478 kW). Ils pouvaient atteindre 14,5 nœuds (26,8 km/h) en surface et 11 nœuds (20,3 km/h) sous l'eau. En surface, la classe Pietro Micca avait une autonomie de 2 100 milles nautiques (3 890 km) à 10 noeuds (18,5 km/h); en immersion, elle avait une autonomie de 180 milles nautiques (333 km) à 3 noeuds (5,6 km/h).
Les sous-marins étaient armés de six tubes lance-torpilles de 45 centimètres, quatre à l'avant et deux à l'arrière, pour lesquels ils transportaient un total de 8 torpilles. Ils étaient également armés d'un canon de pont de 76/40 Model 1916 à l'avant de la tour de contrôle (kiosque) et un canon de pont 76/30 Model 1914 à l'arrière de la tour de contrôle pour le combat en surface.

## Construction et mise en service
Le Angelo Emo est construit par le chantier naval de l'Arsenale militare marittimo della Spezia (Arsenal militaire maritime de La Spezia) de La Spezia en Italie, et mis sur cale en février 1916. Il est lancé le 23 février 1919 et est achevé et mis en service la même année. Il est commissionné le même jour dans la Regia Marina.

## Historique
Le 1er février 1920, devenu opérationnel, le Angelo Emo est affecté au Ier Escadron de sous-marins à La Spezia. Il est commandé par le capitaine de corvette Guido Bacci.
Le 21 novembre 1921, lors des exercices effectués par l'escadron, il effectue un test de plongée au large de San Remo avec la Reine mère Marguerite de Savoie à bord (pour commémorer ce fait, une plaque de bronze est placée sur la tourelle (kiosque) du sous-marin).
En janvier-février 1923, il effectue un voyage d'entraînement au large des côtes siciliennes.
Pendant les hivers 1923-1924 et 1924-1925, il est stationné à Livourne, pour servir à l'Académie royale de la marine.
Le 25 janvier 1926, il entre dans le chantier naval de La Spezia et n'en sort que le 31 mai 1927, après d'importants travaux de réaménagement et d'entretien.
En juillet 1927, il participe à un exercice en mer Tyrrhénienne et, la même année, il participe à une revue navale à Ostie.
Frappé par des pannes continuelles de ses moteurs diesel, il est mis hors service en 1929 et désarmé et radié l'année suivante.
Il est ensuite mis au rebut.